# Reda Belahyane
Reda Belahyane (en árabe: رضا بلحياني; Aubervilliers, Francia, 1 de junio de 2006) es un futbolista franco-marroquí que juega como centrocampista en el S.S Lazio de la Serie A.

## Carrera

### OGC Niza
Se unió al club a los 17 años incorporándose a la categoría sub-19. Cuando tenía 17 años ascendió al equipo de reserva para jugar la quinta categoría del fútbol francés. El 20 de octubre de 2021 firmó su primer contrato profesional con el club. El 3 de marzo de 2023 hizo su debut profesional con el primer equipo en el empate por 1-1 ante el Auxerre por la Ligue 1. Jugó 6 partidos en su primera temporada como profesional.

### Hellas Verona
El 25 de enero de 2024, se oficializó su compra a cambio de 500.000 euros. Debutó oficialmente el 17 de febrero de ese mismo año en el empate por 2-2 ante la Juventus. Jugó 24 partidos y dio 2 asistencias en dos temporadas.

### SS Lazio
El 3 de febrero de 2025, la Lazio anuncia el fichaje de Belahyane a cambio de 9 millones de euros. Debutó oficialmente el 22 de ese mismo mes ante el Venezia FC por la Serie A.

## Carrera internacional
Representó a Francia en 5 ocasiones en la categoría sub-18.
El 3 de octubre de 2024 recibió la convocatoria a la selección marroquí por el entrenador Walid Regragui. Debutó el 15 de octubre en la victoria por 4-0 ante la República Centroafricana.